# Dendrobium toxopei
Dendrobium toxopei är en orkidéart som beskrevs av Johannes Jacobus Smith. Dendrobium toxopei ingår i släktet Dendrobium, och familjen orkidéer. Inga underarter finns listade i Catalogue of Life.